# ألفرد لوروا
ألفرد لوروا (بالفرنسية: Alfred Leroy) هو سياسي فرنسي، ولد في 18 أغسطس 1837 في جراند روليكورت في فرنسا، وتوفي في 7 أغسطس 1901 في إيفيان في فرنسا. انتخب عضو مجلس الشيوخ في الجمهورية الفرنسية الثالثة ( – 1 أغسطس 1901) وانتخب عضو المجلس العام ‏ عن دائرة Canton of Houdain ‏ (1888 – 1 أغسطس 1901) وانتخب رئيس بلدية ‏ Bruay-en-Artois ‏ (1879 – ).